# Campeonato de Fútbol de Costa Rica 1989
La temporada 1989 de la Liga Superior fue la 70.ª edición de la máxima categoría del sistema de Ligas costarricenses de fútbol. Se disputó desde el 5 de noviembre de 1989 y concluyó el 23 de septiembre de 1990.
El equipo Saprissa se proclamó campeón por ser líder de las fases de clasificación y hexagonal.

## Sistema de competición
La temporada de la Liga Superior estuvo conformada en tres partes:
- Fase de clasificación: Se integró por las 27 jornadas del certamen.
- Fase hexagonal: Se integró por un grupo con los seis mejores equipos.
- Gran final: Eventual serie final entre el líder de la clasificación y el líder de la hexagonal.

### Fase de clasificación
En la fase de clasificación se observó el sistema de puntos. La ubicación en la tabla general, estuvo sujeta a lo siguiente:
- Por juego ganado se otorgaron dos puntos.
- Por juego empatado se otorgó un punto.
- Por juego perdido no se otorgaron puntos.

En esta fase participaron los 10 clubes de la Liga Superior jugando todos contra todos durante las 27 jornadas respectivas a lo largo de la temporada, a visita recíproca durante tres vueltas.
El orden de los clubes al final de la fase de clasificación del torneo correspondió a la suma de los puntos obtenidos por cada uno de ellos y se presentó en forma descendente. Si al finalizar las 27 jornadas del torneo, dos o más clubes estuviesen empatados en puntos, su posición en la tabla general fue determinada atendiendo a los siguientes criterios de desempate:
1. Mayor diferencia positiva general de goles. Este resultado se obtiene mediante la sumatoria de los goles anotados a todos los rivales, en cada campeonato menos los goles recibidos de estos.
2. Mayor cantidad de goles a favor, anotados a todos los rivales dentro de la misma competencia.
3. Mejor puntuación particular que hayan conseguido en las confrontaciones particulares entre ellos mismos.
4. Mayor diferencia positiva particular de goles, la cual se obtiene sumando los goles de los equipos empatados y restándole los goles recibidos.
5. Mayor cantidad de goles a favor que hayan conseguido en las confrontaciones entre ellos mismos.
6. Como última alternativa, el ente organizador realizaría un sorteo para el desempate.

Para esta temporada no habría equipo descendido a la segunda categoría, con el objetivo de aumentar la cantidad de clubes para la siguiente campaña.

### Fase hexagonal
Al término de las 27 jornadas de la fase anterior, los seis mejores equipos ubicados según su grupo disputan una hexagonal, y el equipo que obtuvo el primer lugar de la clasificación general se asegura un puesto en la gran final de manera automática. Si este repite su condición de líder, se corona campeón, de lo contrario si otro club consigue el primer lugar de esta segunda fase, se extiende el campeonato a una serie final. En total se desarrollaron 10 fechas de visita recíproca.

### Gran final
Eventual serie final entre el líder de la etapa de clasificación y el líder de la hexagonal a dos partidos para definir un campeón.
Los dos equipos mejores posicionados del campeonato fueron representantes de Costa Rica para el Torneo Centroamericano y la Copa de Campeones de la Concacaf de 1991.

## Información de los equipos
Tomaron parte en el torneo diez clubes, teniendo como ascendido el equipo de Palmares.
| Equipo       | Entrenador      | Ciudad     | Estadio           |
| ------------ | --------------- | ---------- | ----------------- |
| Alajuelense  | Juan José Gámez | Alajuela   | Morera Soto       |
| Cartaginés   | Rodolfo Arias   | Cartago    | "Fello" Meza      |
| Guanacasteca | Jorge Briceño   | Nicoya     | Chorotega         |
| Herediano    | Orlando de León | Heredia    | Rosabal Cordero   |
| Limonense    | Didier Castro   | Limón      | Juan Gobán        |
| Palmares     | Carlos Losilla  | Palmares   | "Palmareño" Solís |
| Puntarenas   | Toribio Rojas   | Puntarenas | "Lito" Pérez      |
| San Carlos   | Álvaro Grant    | Quesada    | Carlos Ugalde     |
| Saprissa     | Josef Bouška    | Tibás      | Ricardo Saprissa  |
| Uruguay      | Leroy Lewis     | San Isidro | "Pipilo" Umaña    |

### Relevo de plazas
| Descendido a Liga Mayor |
| ----------------------- |
| A. D. Ramonense         |

| Ascendido de Liga Mayor |
| ----------------------- |
| Municipal Palmares      |

## Fase de clasificación

### Tabla de posiciones
| Pos. | Equipo               | Pts. | PJ | G  | E  | P  | GF | GC | Dif. | Notas                     |
| ---- | -------------------- | ---- | -- | -- | -- | -- | -- | -- | ---- | ------------------------- |
| 1    | Deportivo Saprissa   | 43   | 27 | 19 | 5  | 3  | 58 | 16 | +42  | Clasifica a la gran final |
| 2    | L. D. Alajuelense    | 35   | 27 | 13 | 9  | 5  | 44 | 18 | +26  | Clasifica a la hexagonal  |
| 3    | C. S. Uruguay        | 28   | 27 | 8  | 12 | 7  | 30 | 36 | −6   | Clasifica a la hexagonal  |
| 4    | A. D. Limonense      | 27   | 27 | 9  | 9  | 9  | 30 | 31 | −1   | Clasifica a la hexagonal  |
| 5    | C. S. Herediano      | 27   | 27 | 9  | 9  | 9  | 33 | 26 | +7   | Clasifica a la hexagonal  |
| 6    | C. S. Cartaginés     | 27   | 27 | 10 | 7  | 10 | 24 | 27 | −3   | Clasifica a la hexagonal  |
| 7    | A. D. San Carlos     | 23   | 27 | 6  | 11 | 10 | 24 | 32 | −8   |                           |
| 8    | Municipal Puntarenas | 23   | 27 | 9  | 5  | 13 | 26 | 36 | −10  |                           |
| 9    | A. D. Guanacasteca   | 21   | 27 | 7  | 7  | 13 | 32 | 53 | −21  |                           |
| 10   | Municipal Palmares   | 16   | 27 | 3  | 10 | 14 | 22 | 48 | −26  |                           |

 Fuente: La República
Criterios de clasificación: Puntos · Diferencia de goles · Goles a favor

## Resultados
El calendario de los partidos se dio a conocer el 16 de octubre de 1989.
| Jornada 1          | Jornada 1 | Jornada 1   | Jornada 1        | Jornada 1      | Jornada 1 |
| Local              | Resultado | Visitante   | Estadio          | Fecha          |           |
| ------------------ | --------- | ----------- | ---------------- | -------------- | --------- |
| Saprissa           | 5 - 0     | Palmares    | Ricardo Saprissa | 5 de noviembre |           |
| Herediano          | 2 - 0     | Puntarenas  | Rosabal Cordero  | 5 de noviembre |           |
| Guanacasteca       | 4 - 1     | Cartaginés  | Chorotega        | 5 de noviembre |           |
| San Carlos         | 2 - 2     | Alajuelense | Carlos Ugalde    | 5 de noviembre |           |
| Limonense          | 2 - 2     | Uruguay     | Juan Gobán       | 5 de noviembre |           |
| Total de goles: 20 |           |             |                  |                |           |

| Jornada 2          | Jornada 2 | Jornada 2    | Jornada 2       | Jornada 2      | Jornada 2 |
| Local              | Resultado | Visitante    | Estadio         | Fecha          |           |
| ------------------ | --------- | ------------ | --------------- | -------------- | --------- |
| Palmares           | 2 - 0     | Limonense    | Allen Riggioni  | 8 de noviembre |           |
| Uruguay            | 2 - 2     | San Carlos   | Rosabal Cordero | 8 de noviembre |           |
| Cartaginés         | 1 - 0     | Herediano    | Fello Meza      | 8 de noviembre |           |
| Alajuelense        | 5 - 0     | Guanacasteca | Morera Soto     | 8 de noviembre |           |
| Puntarenas         | 1 - 1     | Saprissa     | Lito Pérez      | 9 de noviembre |           |
| Total de goles: 14 |           |              |                 |                |           |

| Jornada 3         | Jornada 3 | Jornada 3    | Jornada 3        | Jornada 3       | Jornada 3 |
| Local             | Resultado | Visitante    | Estadio          | Fecha           |           |
| ----------------- | --------- | ------------ | ---------------- | --------------- | --------- |
| Palmares          | 0 - 0     | Uruguay      | Palmareño Solís  | 12 de noviembre |           |
| Puntarenas        | 2 - 1     | Guanacasteca | Lito Pérez       | 12 de noviembre |           |
| Cartaginés        | 0 - 1     | San Carlos   | Fello Meza       | 12 de noviembre |           |
| Alajuelense       | 0 - 0     | Limonense    | Morera Soto      | 12 de noviembre |           |
| Saprissa          | 1 - 0     | Herediano    | Ricardo Saprissa | 12 de noviembre |           |
| Total de goles: 5 |           |              |                  |                 |           |

| Jornada 4          | Jornada 4 | Jornada 4  | Jornada 4       | Jornada 4       | Jornada 4 |
| Local              | Resultado | Visitante  | Estadio         | Fecha           |           |
| ------------------ | --------- | ---------- | --------------- | --------------- | --------- |
| Herediano          | 3 - 1     | Palmares   | Rosabal Cordero | 15 de noviembre |           |
| San Carlos         | 1 - 0     | Puntarenas | Carlos Ugalde   | 15 de noviembre |           |
| Cartaginés         | 0 - 1     | Limonense  | Fello Meza      | 15 de noviembre |           |
| Alajuelense        | 0 - 0     | Uruguay    | Morera Soto     | 15 de noviembre |           |
| Guanacasteca       | 0 - 8     | Saprissa   | Chorotega       | 15 de noviembre |           |
| Total de goles: 14 |           |            |                 |                 |           |

| Jornada 5          | Jornada 5 | Jornada 5    | Jornada 5        | Jornada 5       | Jornada 5 |
| Local              | Resultado | Visitante    | Estadio          | Fecha           |           |
| ------------------ | --------- | ------------ | ---------------- | --------------- | --------- |
| Palmares           | 1 - 2     | Alajuelense  | Palmareño Solís  | 19 de noviembre |           |
| Puntarenas         | 1 - 0     | Limonense    | Lito Pérez       | 19 de noviembre |           |
| Saprissa           | 3 - 1     | San Carlos   | Ricardo Saprissa | 19 de noviembre |           |
| Herediano          | 2 - 1     | Guanacasteca | Rosabal Cordero  | 19 de noviembre |           |
| Cartaginés         | 1 - 1     | Uruguay      | Fello Meza       | 25 de noviembre |           |
| Total de goles: 13 |           |              |                  |                 |           |

| Jornada 6         | Jornada 6 | Jornada 6  | Jornada 6       | Jornada 6       | Jornada 6 |
| Local             | Resultado | Visitante  | Estadio         | Fecha           |           |
| ----------------- | --------- | ---------- | --------------- | --------------- | --------- |
| Guanacasteca      | 1 - 1     | Palmares   | Chorotega       | 22 de noviembre |           |
| Uruguay           | 1 - 0     | Puntarenas | Rosabal Cordero | 22 de noviembre |           |
| Alajuelense       | 2 - 1     | Cartaginés | Morera Soto     | 22 de noviembre |           |
| San Carlos        | 1 - 1     | Herediano  | Carlos Ugalde   | 22 de noviembre |           |
| Limonense         | 0 - 1     | Saprissa   | Nacional        | 22 de noviembre |           |
| Total de goles: 9 |           |            |                 |                 |           |

| Jornada 7         | Jornada 7 | Jornada 7   | Jornada 7       | Jornada 7      | Jornada 7 |
| Local             | Resultado | Visitante   | Estadio         | Fecha          |           |
| ----------------- | --------- | ----------- | --------------- | -------------- | --------- |
| Palmares          | 1 - 1     | Cartaginés  | Palmareño Solís | 6 de diciembre |           |
| Puntarenas        | 0 - 1     | Alajuelense | Lito Pérez      | 6 de diciembre |           |
| Guanacasteca      | 1 - 0     | San Carlos  | Chorotega       | 6 de diciembre |           |
| Herediano         | 1 - 2     | Limonense   | Rosabal Cordero | 6 de diciembre |           |
| Saprissa          | 1 - 1     | Uruguay     | Nacional        | 6 de diciembre |           |
| Total de goles: 9 |           |             |                 |                |           |

| Jornada 8         | Jornada 8 | Jornada 8    | Jornada 8        | Jornada 8       | Jornada 8 |
| Local             | Resultado | Visitante    | Estadio          | Fecha           |           |
| ----------------- | --------- | ------------ | ---------------- | --------------- | --------- |
| Palmares          | 0 - 2     | San Carlos   | Palmareño Solís  | 10 de diciembre |           |
| Cartaginés        | 1 - 2     | Puntarenas   | Fello Meza       | 10 de diciembre |           |
| Limonense         | 1 - 1     | Guanacasteca | Juan Gobán       | 10 de diciembre |           |
| Uruguay           | 0 - 0     | Herediano    | Ricardo Saprissa | 10 de diciembre |           |
| Alajuelense       | 0 - 1     | Saprissa     | Morera Soto      | 10 de diciembre |           |
| Total de goles: 8 |           |              |                  |                 |           |

| Jornada 9          | Jornada 9 | Jornada 9   | Jornada 9       | Jornada 9       | Jornada 9 |
| Local              | Resultado | Visitante   | Estadio         | Fecha           |           |
| ------------------ | --------- | ----------- | --------------- | --------------- | --------- |
| Puntarenas         | 2 - 1     | Palmares    | Lito Pérez      | 13 de diciembre |           |
| San Carlos         | 3 - 1     | Limonense   | Carlos Ugalde   | 13 de diciembre |           |
| Guanacasteca       | 1 - 1     | Uruguay     | Chorotega       | 13 de diciembre |           |
| Herediano          | 1 - 1     | Alajuelense | Rosabal Cordero | 13 de diciembre |           |
| Saprissa           | 3 - 1     | Cartaginés  | Nacional        | 13 de diciembre |           |
| Total de goles: 15 |           |             |                 |                 |           |

| Jornada 10        | Jornada 10 | Jornada 10   | Jornada 10       | Jornada 10      | Jornada 10 |
| Local             | Resultado  | Visitante    | Estadio          | Fecha           |            |
| ----------------- | ---------- | ------------ | ---------------- | --------------- | ---------- |
| Palmares          | 1 - 0      | Saprissa     | Palmareño Solís  | 17 de diciembre |            |
| Puntarenas        | 1 - 0      | Herediano    | Lito Pérez       | 17 de diciembre |            |
| Cartaginés        | 3 - 0      | Guanacasteca | Fello Meza       | 17 de diciembre |            |
| Alajuelense       | 0 - 0      | San Carlos   | Morera Soto      | 17 de diciembre |            |
| Uruguay           | 1 - 0      | Limonense    | Ricardo Saprissa | 17 de diciembre |            |
| Total de goles: 6 |            |              |                  |                 |            |

| Jornada 11         | Jornada 11 | Jornada 11  | Jornada 11      | Jornada 11      | Jornada 11 |
| Local              | Resultado  | Visitante   | Estadio         | Fecha           |            |
| ------------------ | ---------- | ----------- | --------------- | --------------- | ---------- |
| Limonense          | 5 - 1      | Palmares    | Nacional        | 20 de diciembre |            |
| Saprissa           | 4 - 1      | Puntarenas  | Nacional        | 20 de diciembre |            |
| Herediano          | 2 - 1      | Cartaginés  | Rosabal Cordero | 20 de diciembre |            |
| Guanacasteca       | 0 - 1      | Alajuelense | Chorotega       | 20 de diciembre |            |
| San Carlos         | 1 - 0      | Uruguay     | Carlos Ugalde   | 20 de diciembre |            |
| Total de goles: 16 |            |             |                 |                 |            |

| Jornada 12        | Jornada 12 | Jornada 12  | Jornada 12      | Jornada 12      | Jornada 12 |
| Local             | Resultado  | Visitante   | Estadio         | Fecha           |            |
| ----------------- | ---------- | ----------- | --------------- | --------------- | ---------- |
| Uruguay           | 2 - 1      | Palmares    | Morera Soto     | 23 de diciembre |            |
| Guanacasteca      | 2 - 1      | Puntarenas  | Chorotega       | 23 de diciembre |            |
| San Carlos        | 0 - 0      | Cartaginés  | Carlos Ugalde   | 23 de diciembre |            |
| Herediano         | 1 - 0      | Saprissa    | Rosabal Cordero | 23 de diciembre |            |
| Limonense         | 1 - 0      | Alajuelense | Juan Gobán      | 10 de marzo     |            |
| Total de goles: 8 |            |             |                 |                 |            |

| Jornada 13         | Jornada 13 | Jornada 13   | Jornada 13      | Jornada 13 | Jornada 13 |
| Local              | Resultado  | Visitante    | Estadio         | Fecha      |            |
| ------------------ | ---------- | ------------ | --------------- | ---------- | ---------- |
| Palmares           | 1 - 1      | Herediano    | Palmareño Solís |            |            |
| Puntarenas         | 2 - 1      | San Carlos   | Lito Pérez      |            |            |
| Limonense          | 0 - 0      | Cartaginés   | Nacional        |            |            |
| Saprissa           | 2 - 0      | Guanacasteca | Nacional        |            |            |
| Uruguay            | 2 - 3      | Alajuelense  | Rosabal Cordero |            |            |
| Total de goles: 12 |            |              |                 |            |            |

| Jornada 14         | Jornada 14 | Jornada 14 | Jornada 14      | Jornada 14 | Jornada 14 |
| Local              | Resultado  | Visitante  | Estadio         | Fecha      |            |
| ------------------ | ---------- | ---------- | --------------- | ---------- | ---------- |
| Guanacasteca       | 1 - 0      | Herediano  | Chorotega       |            |            |
| Limonense          | 0 - 2      | Puntarenas | Juan Gobán      |            |            |
| Uruguay            | 1 - 2      | Cartaginés | Colleya Fonseca |            |            |
| Alajuelense        | 4 - 0      | Palmares   | Morera Soto     |            |            |
| San Carlos         | 1 - 1      | Saprissa   | Carlos Ugalde   |            |            |
| Total de goles: 12 |            |            |                 |            |            |

| Jornada 15         | Jornada 15 | Jornada 15   | Jornada 15       | Jornada 15 | Jornada 15 |
| Local              | Resultado  | Visitante    | Estadio          | Fecha      |            |
| ------------------ | ---------- | ------------ | ---------------- | ---------- | ---------- |
| Palmares           | 2 - 2      | Guanacasteca | Palmareño Solís  |            |            |
| Herediano          | 5 - 0      | San Carlos   | Rosabal Cordero  |            |            |
| Cartaginés         | 0 - 0      | Alajuelense  | Fello Meza       |            |            |
| Puntarenas         | 1 - 3      | Uruguay      | Lito Pérez       |            |            |
| Saprissa           | 4 - 1      | Limonense    | Ricardo Saprissa |            |            |
| Total de goles: 18 |            |              |                  |            |            |

| Jornada 16        | Jornada 16 | Jornada 16   | Jornada 16    | Jornada 16    | Jornada 16 |
| Local             | Resultado  | Visitante    | Estadio       | Fecha         |            |
| ----------------- | ---------- | ------------ | ------------- | ------------- | ---------- |
| Cartaginés        | 2 - 0      | Palmares     | Fello Meza    |               |            |
| San Carlos        | 1 - 1      | Guanacasteca | Carlos Ugalde |               |            |
| Alajuelense       | 1 - 0      | Puntarenas   | Morera Soto   | 14 de febrero |            |
| Uruguay           | 0 - 2      | Saprissa     | Nacional      | 14 de febrero |            |
| Limonense         | 1 - 1      | Herediano    | Nacional      | 14 de febrero |            |
| Total de goles: 9 |            |              |               |               |            |

| Jornada 17         | Jornada 17 | Jornada 17  | Jornada 17       | Jornada 17    | Jornada 17 |
| Local              | Resultado  | Visitante   | Estadio          | Fecha         |            |
| ------------------ | ---------- | ----------- | ---------------- | ------------- | ---------- |
| Saprissa           | 2 - 2      | Alajuelense | Ricardo Saprissa | 17 de febrero |            |
| Puntarenas         | 2 - 0      | Cartaginés  | Lito Pérez       | 17 de febrero |            |
| Guanacasteca       | 1 - 1      | Limonense   | Chorotega        | 17 de febrero |            |
| Herediano          | 1 - 2      | Uruguay     | Rosabal Cordero  | 17 de febrero |            |
| San Carlos         | 1 - 1      | Palmares    | Carlos Ugalde    | 18 de febrero |            |
| Total de goles: 13 |            |             |                  |               |            |

| Jornada 18         | Jornada 18 | Jornada 18   | Jornada 18      | Jornada 18    | Jornada 18 |
| Local              | Resultado  | Visitante    | Estadio         | Fecha         |            |
| ------------------ | ---------- | ------------ | --------------- | ------------- | ---------- |
| Palmares           | 2 - 1      | Puntarenas   | Palmareño Solís | 24 de febrero |            |
| Uruguay            | 1 - 0      | Guanacasteca | Colleya Fonseca | 24 de febrero |            |
| Limonense          | 2 - 1      | San Carlos   | Juan Gobán      | 24 de febrero |            |
| Alajuelense        | 1 - 1      | Herediano    | Morera Soto     | 25 de febrero |            |
| Cartaginés         | 2 - 0      | Saprissa     | Fello Meza      | 25 de febrero |            |
| Total de goles: 11 |            |              |                 |               |            |

| Jornada 19         | Jornada 19 | Jornada 19   | Jornada 19       | Jornada 19    | Jornada 19 |
| Local              | Resultado  | Visitante    | Estadio          | Fecha         |            |
| ------------------ | ---------- | ------------ | ---------------- | ------------- | ---------- |
| Saprissa           | 1 - 1      | Palmares     | Ricardo Saprissa | 28 de febrero |            |
| Herediano          | 2 - 2      | Puntarenas   | Rosabal Cordero  | 28 de febrero |            |
| Cartaginés         | 1 - 0      | Guanacasteca | Fello Meza       | 28 de febrero |            |
| Alajuelense        | 0 - 0      | San Carlos   | Morera Soto      | 28 de febrero |            |
| Uruguay            | 2 - 2      | Limonense    | Ricardo Saprissa | 1 de marzo    |            |
| Total de goles: 11 |            |              |                  |               |            |

| Jornada 20         | Jornada 20 | Jornada 20   | Jornada 20       | Jornada 20 | Jornada 20 |
| Local              | Resultado  | Visitante    | Estadio          | Fecha      |            |
| ------------------ | ---------- | ------------ | ---------------- | ---------- | ---------- |
| Limonense          | 1 - 0      | Palmares     | Juan Gobán       | 4 de marzo |            |
| Saprissa           | 3 - 0      | Puntarenas   | Ricardo Saprissa | 4 de marzo |            |
| Herediano          | 0 - 0      | Cartaginés   | Rosabal Cordero  | 4 de marzo |            |
| Alajuelense        | 6 - 0      | Guanacasteca | Morera Soto      | 4 de marzo |            |
| San Carlos         | 0 - 0      | Uruguay      | Carlos Ugalde    | 4 de marzo |            |
| Total de goles: 10 |            |              |                  |            |            |

| Jornada 21         | Jornada 21 | Jornada 21   | Jornada 21       | Jornada 21  | Jornada 21 |
| Local              | Resultado  | Visitante    | Estadio          | Fecha       |            |
| ------------------ | ---------- | ------------ | ---------------- | ----------- | ---------- |
| Uruguay            | 2 - 2      | Palmares     | Ricardo Saprissa | 10 de marzo |            |
| Puntarenas         | 2 - 1      | Guanacasteca | Lito Pérez       | 10 de marzo |            |
| San Carlos         | 0 - 2      | Cartaginés   | Carlos Ugalde    | 10 de marzo |            |
| Saprissa           | 1 - 0      | Herediano    | Ricardo Saprissa | 11 de marzo |            |
| Limonense          | 1 - 0      | Alajuelense  | Juan Gobán       | 7 de abril  |            |
| Total de goles: 11 |            |              |                  |             |            |

| Jornada 22         | Jornada 22 | Jornada 22   | Jornada 22       | Jornada 22  | Jornada 22 |
| Local              | Resultado  | Visitante    | Estadio          | Fecha       |            |
| ------------------ | ---------- | ------------ | ---------------- | ----------- | ---------- |
| Herediano          | 3 - 1      | Palmares     | Rosabal Cordero  | 14 de marzo |            |
| San Carlos         | 0 - 0      | Puntarenas   | Carlos Ugalde    | 14 de marzo |            |
| Saprissa           | 3 - 2      | Guanacasteca | Ricardo Saprissa | 14 de marzo |            |
| Alajuelense        | 3 - 0      | Uruguay      | Morera Soto      | 14 de marzo |            |
| Limonense          | 0 - 1      | Cartaginés   | Ricardo Saprissa | 15 de marzo |            |
| Total de goles: 13 |            |              |                  |             |            |

| Jornada 23        | Jornada 23 | Jornada 23   | Jornada 23       | Jornada 23  | Jornada 23 |
| Local             | Resultado  | Visitante    | Estadio          | Fecha       |            |
| ----------------- | ---------- | ------------ | ---------------- | ----------- | ---------- |
| Saprissa          | 1 - 0      | San Carlos   | Ricardo Saprissa | 17 de marzo |            |
| Herediano         | 0 - 1      | Guanacasteca | Rosabal Cordero  | 17 de marzo |            |
| Cartaginés        | 1 - 1      | Uruguay      | Fello Meza       | 18 de marzo |            |
| Puntarenas        | 0 - 0      | Limonense    | Lito Pérez       | 18 de marzo |            |
| Alajuelense       | 1 - 0      | Palmares     | Morera Soto      | 18 de marzo |            |
| Total de goles: 5 |            |              |                  |             |            |

| Jornada 24         | Jornada 24 | Jornada 24 | Jornada 24       | Jornada 24  | Jornada 24 |
| Local              | Resultado  | Visitante  | Estadio          | Fecha       |            |
| ------------------ | ---------- | ---------- | ---------------- | ----------- | ---------- |
| Guanacasteca       | 1 - 1      | Palmares   | Chorotega        | 21 de marzo |            |
| Saprissa           | 2 - 0      | Limonense  | Ricardo Saprissa | 21 de marzo |            |
| Alajuelense        | 3 - 0      | Cartaginés | Morera Soto      | 21 de marzo |            |
| Herediano          | 2 - 1      | San Carlos | Rosabal Cordero  | 21 de marzo |            |
| Uruguay            | 2 - 1      | Puntarenas | Ricardo Saprissa | 22 de marzo |            |
| Total de goles: 13 |            |            |                  |             |            |

| Jornada 25         | Jornada 25 | Jornada 25 | Jornada 25       | Jornada 25  | Jornada 25 |
| Local              | Resultado  | Visitante  | Estadio          | Fecha       |            |
| ------------------ | ---------- | ---------- | ---------------- | ----------- | ---------- |
| Limonense          | 1 - 1      | Herediano  | Juan Gobán       | 24 de marzo |            |
| Alajuelense        | 3 - 0      | Puntarenas | Morera Soto      | 25 de marzo |            |
| Guanacasteca       | 3 - 1      | San Carlos | Chorotega        | 25 de marzo |            |
| Saprissa           | 3 - 0      | Uruguay    | Ricardo Saprissa | 25 de marzo |            |
| Cartaginés         | 2 - 0      | Palmares   | Fello Meza       | 25 de marzo |            |
| Total de goles: 14 |            |            |                  |             |            |

| Jornada 26         | Jornada 26 | Jornada 26   | Jornada 26       | Jornada 26  | Jornada 26 |
| Local              | Resultado  | Visitante    | Estadio          | Fecha       |            |
| ------------------ | ---------- | ------------ | ---------------- | ----------- | ---------- |
| San Carlos         | 2 - 0      | Palmares     | Carlos Ugalde    | 28 de marzo |            |
| Puntarenas         | 1 - 2      | Cartaginés   | Lito Pérez       | 28 de marzo |            |
| Limonense          | 5 - 2      | Guanacasteca | Rosabal Cordero  | 28 de marzo |            |
| Uruguay            | 2 - 1      | Herediano    | Morera Soto      | 28 de marzo |            |
| Saprissa           | 3 - 0      | Alajuelense  | Ricardo Saprissa | 28 de marzo |            |
| Total de goles: 18 |            |              |                  |             |            |

| Jornada 27         | Jornada 27 | Jornada 27   | Jornada 27       | Jornada 27 | Jornada 27 |
| Local              | Resultado  | Visitante    | Estadio          | Fecha      |            |
| ------------------ | ---------- | ------------ | ---------------- | ---------- | ---------- |
| Puntarenas         | 1 - 1      | Palmares     | Lito Pérez       | 1 de abril |            |
| San Carlos         | 1 - 2      | Limonense    | Carlos Ugalde    | 1 de abril |            |
| Uruguay            | 1 - 5      | Guanacasteca | Rosabal Cordero  | 1 de abril |            |
| Alajuelense        | 1 - 2      | Herediano    | Morera Soto      | 1 de abril |            |
| Saprissa           | 2 - 0      | Cartaginés   | Ricardo Saprissa | 1 de abril |            |
| Total de goles: 16 |            |              |                  |            |            |

## Segunda fase

### Clasificación de la hexagonal
| Pos. | Equipo                 | Pts. | PJ | G | E | P | GF | GC | Dif. | Notas                     |
| ---- | ---------------------- | ---- | -- | - | - | - | -- | -- | ---- | ------------------------- |
| 1    | Deportivo Saprissa (C) | 16   | 10 | 7 | 2 | 1 | 17 | 6  | +11  | Clasifica a la gran final |
| 2    | L. D. Alajuelense      | 12   | 10 | 6 | 0 | 4 | 18 | 10 | +8   |                           |
| 3    | C. S. Uruguay          | 12   | 10 | 5 | 2 | 3 | 16 | 10 | +6   |                           |
| 4    | C. S. Cartaginés       | 7    | 10 | 2 | 3 | 5 | 9  | 15 | −6   |                           |
| 5    | C. S. Herediano        | 7    | 10 | 2 | 3 | 5 | 6  | 14 | −8   |                           |
| 6    | A. D. Limonense        | 6    | 10 | 2 | 2 | 6 | 8  | 19 | −11  |                           |

 Fuente: La República
Criterios de clasificación: Puntos · Diferencia de goles · Goles a favor
|                                        |
|                                        |
| Campeón Deportivo Saprissa 18.º título |

### Resultados
| Jornada 1         | Jornada 1 | Jornada 1  | Jornada 1       | Jornada 1   | Jornada 1 |
| Local             | Resultado | Visitante  | Estadio         | Fecha       |           |
| ----------------- | --------- | ---------- | --------------- | ----------- | --------- |
| Alajuelense       | 2 - 1     | Saprissa   | Morera Soto     | 15 de julio |           |
| Herediano         | 2 - 0     | Limonense  | Rosabal Cordero | 25 de julio |           |
| Uruguay           | 3 - 1     | Cartaginés | Pipilo Umaña    | 25 de julio |           |
| Total de goles: 9 |           |            |                 |             |           |

| Jornada 2         | Jornada 2 | Jornada 2   | Jornada 2        | Jornada 2   | Jornada 2 |
| Local             | Resultado | Visitante   | Estadio          | Fecha       |           |
| ----------------- | --------- | ----------- | ---------------- | ----------- | --------- |
| Limonense         | 0 - 2     | Alajuelense | Juan Gobán       | 21 de julio |           |
| Saprissa          | 2 - 2     | Uruguay     | Ricardo Saprissa | 22 de julio |           |
| Herediano         | 1 - 1     | Cartaginés  | Rosabal Cordero  | 22 de julio |           |
| Total de goles: 8 |           |             |                  |             |           |

| Jornada 3         | Jornada 3 | Jornada 3   | Jornada 3        | Jornada 3   | Jornada 3 |
| Local             | Resultado | Visitante   | Estadio          | Fecha       |           |
| ----------------- | --------- | ----------- | ---------------- | ----------- | --------- |
| Uruguay           | 1 - 0     | Herediano   | Pipilo Umaña     | 29 de julio |           |
| Saprissa          | 3 - 0     | Limonense   | Ricardo Saprissa | 29 de julio |           |
| Cartaginés        | 1 - 0     | Alajuelense | Fello Meza       | 29 de julio |           |
| Total de goles: 5 |           |             |                  |             |           |

| Jornada 4         | Jornada 4 | Jornada 4  | Jornada 4        | Jornada 4   | Jornada 4 |
| Local             | Resultado | Visitante  | Estadio          | Fecha       |           |
| ----------------- | --------- | ---------- | ---------------- | ----------- | --------- |
| Limonense         | 1 - 0     | Uruguay    | Juan Gobán       | 4 de agosto |           |
| Saprissa          | 3 - 0     | Cartaginés | Ricardo Saprissa | 4 de agosto |           |
| Alajuelense       | 3 - 0     | Herediano  | Morera Soto      | 5 de agosto |           |
| Total de goles: 7 |           |            |                  |             |           |

| Jornada 5         | Jornada 5 | Jornada 5   | Jornada 5       | Jornada 5    | Jornada 5 |
| Local             | Resultado | Visitante   | Estadio         | Fecha        |           |
| ----------------- | --------- | ----------- | --------------- | ------------ | --------- |
| Herediano         | 0 - 0     | Saprissa    | Rosabal Cordero | 12 de agosto |           |
| Uruguay           | 2 - 0     | Alajuelense | Pipilo Umaña    | 12 de agosto |           |
| Cartaginés        | 2 - 2     | Limonense   | Fello Meza      | 12 de agosto |           |
| Total de goles: 6 |           |             |                 |              |           |

| Jornada 6         | Jornada 6 | Jornada 6   | Jornada 6        | Jornada 6    | Jornada 6 |
| Local             | Resultado | Visitante   | Estadio          | Fecha        |           |
| ----------------- | --------- | ----------- | ---------------- | ------------ | --------- |
| Limonense         | 1 - 1     | Herediano   | Juan Gobán       | 25 de agosto |           |
| Saprissa          | 2 - 1     | Alajuelense | Ricardo Saprissa | 26 de agosto |           |
| Cartaginés        | 0 - 0     | Uruguay     | Fello Meza       | 26 de agosto |           |
| Total de goles: 5 |           |             |                  |              |           |

| Jornada 7         | Jornada 7 | Jornada 7 | Jornada 7    | Jornada 7       | Jornada 7 |
| Local             | Resultado | Visitante | Estadio      | Fecha           |           |
| ----------------- | --------- | --------- | ------------ | --------------- | --------- |
| Cartaginés        | 2 - 0     | Herediano | Fello Meza   | 1 de septiembre |           |
| Alajuelense       | 2 - 0     | Limonense | Morera Soto  | 2 de septiembre |           |
| Uruguay           | 0 - 1     | Saprissa  | Pipilo Umaña | 2 de septiembre |           |
| Total de goles: 5 |           |           |              |                 |           |

| Jornada 8          | Jornada 8 | Jornada 8  | Jornada 8       | Jornada 8       | Jornada 8 |
| Local              | Resultado | Visitante  | Estadio         | Fecha           |           |
| ------------------ | --------- | ---------- | --------------- | --------------- | --------- |
| Limonense          | 1 - 2     | Saprissa   | Juan Gobán      | 9 de septiembre |           |
| Alajuelense        | 3 - 1     | Cartaginés | Morera Soto     | 9 de septiembre |           |
| Herediano          | 0 - 3     | Uruguay    | Rosabal Cordero | 9 de septiembre |           |
| Total de goles: 10 |           |            |                 |                 |           |

| Jornada 9         | Jornada 9 | Jornada 9    | Jornada 9       | Jornada 9        | Jornada 9 |
| Local             | Resultado | Visitante    | Estadio         | Fecha            |           |
| ----------------- | --------- | ------------ | --------------- | ---------------- | --------- |
| Cartaginés        | 0 - 1     | Saprissa (C) | Fello Meza      | 16 de septiembre |           |
| Uruguay           | 4 - 1     | Limonense    | Pipilo Umaña    | 16 de septiembre |           |
| Herediano         | 2 - 1     | Alajuelense  | Rosabal Cordero | 16 de septiembre |           |
| Total de goles: 9 |           |              |                 |                  |           |

| Jornada 10         | Jornada 10 | Jornada 10 | Jornada 10       | Jornada 10       | Jornada 10 |
| Local              | Resultado  | Visitante  | Estadio          | Fecha            |            |
| ------------------ | ---------- | ---------- | ---------------- | ---------------- | ---------- |
| Saprissa           | 2 - 0      | Herediano  | Ricardo Saprissa | 23 de septiembre |            |
| Alajuelense        | 4 - 1      | Uruguay    | Morera Soto      | 23 de septiembre |            |
| Limonense          | 2 - 1      | Cartaginés | Juan Gobán       | 23 de septiembre |            |
| Total de goles: 10 |            |            |                  |                  |            |

## Estadísticas

### Tabla de goleadores
Lista con los máximos anotadores de la temporada.
| Pos. | Jugador             | Equipo      | Goles |
| ---- | ------------------- | ----------- | ----- |
| 1.º  | Erick Rodríguez     | Uruguay     | 14    |
| 2.º  | Gilberto Rhoden     | Alajuelense | 13    |
| 3.º  | Juan Cayasso        | Saprissa    | 12    |
| =    | Mario Orta          | Herediano   | 12    |
| 5.º  | Alexandre Guimarães | Saprissa    | 11    |
| 6.º  | Evaristo Coronado   | Saprissa    | 9     |
| =    | Pedro Pablo Ribeiro | Cartaginés  | 9     |
| 8.º  | Hernán Medford      | Saprissa    | 8     |
| =    | James Cantero       | Uruguay     | 8     |
| =    | Leonidas Flores     | Puntarenas  | 8     |
| =    | Pastor Fernández    | Alajuelense | 8     |
| =    | Roy Myers           | Limonense   | 8     |